# Ghiacciaio Pollard
Il ghiacciaio Pollard (in inglese Pollard Glacier) (65°49′S 64°13′W) è un ghiacciaio situato sulla costa di Graham, nella parte occidentale della Terra di Graham, in Antartide. Il ghiacciaio, il cui punto più alto si trova 1.325 m s.l.m., fluisce all'interno della parte meridionale del flusso del ghiacciaio Comrie, a est del ghiacciaio Bradford.

## Storia
Il ghiacciaio Pollard è stato mappato dal British Antarctic Survey, che all'epoca si chiamava ancora Falkland Islands and Dependencies Survey, grazie a fotografie aeree scattate dalla Hunting Aerosurveys Ltd nel 1955-57, ed è stato poi così battezzato dal Comitato britannico per i toponimi antartici in onore di Alan F.C. Pollard (1877—1948), 
bibliografo inglese, fondatore e primo presidente dell'agenzia britannica per la bibliografia internazionale e fautore dell'introduzione del sistema di Classificazione decimale universale nelle biblioteche britanniche.